# Segon Imperi Francès
El Segon Imperi Francès fa referència a una etapa històrica de França compresa entre el 1852 i 1870. L'Imperi va ser proclamat pel llavors President de França Lluís Napoleó Bonaparte, el 2 de desembre de 1852, tot i que exactament un any abans ja havia dissolt l'Assemblea Nacional, convertint-se en dictador. L'Imperi deixaria d'existir en ser capturat l'emperador Napoleó III durant la batalla de Sedan, l'1 de desembre de 1870. El 3 de desembre seria proclamada la Tercera República Francesa a París.

## Antecedents
Al sud-est d'Àsia, després de la primera Guerra de l'Opi, pel tractat de Whampoa de 1844, la Xina havia d'atorgar els mateixos privilegis al Regne de França que havia aconseguit el Regne Unit pel Tractat de Nanjing i els tractats posteriors, incloent l'obertura dels ports de Shanghai, Guangzhou, Ningbo, Fuzhou, i Xiamen als comerciants francesos, privilegis extraterritorials per a ciutadans francesos a la Xina, un aranzel fix sobre el comerç xinès francès i el dret de França a estacionar cònsols a la Xina, i després de llargues negociacions l'Emperador Daoguang va emetre un edicte el febrer de 1846 que va legalitzar la pràctica del cristianisme a la Xina.

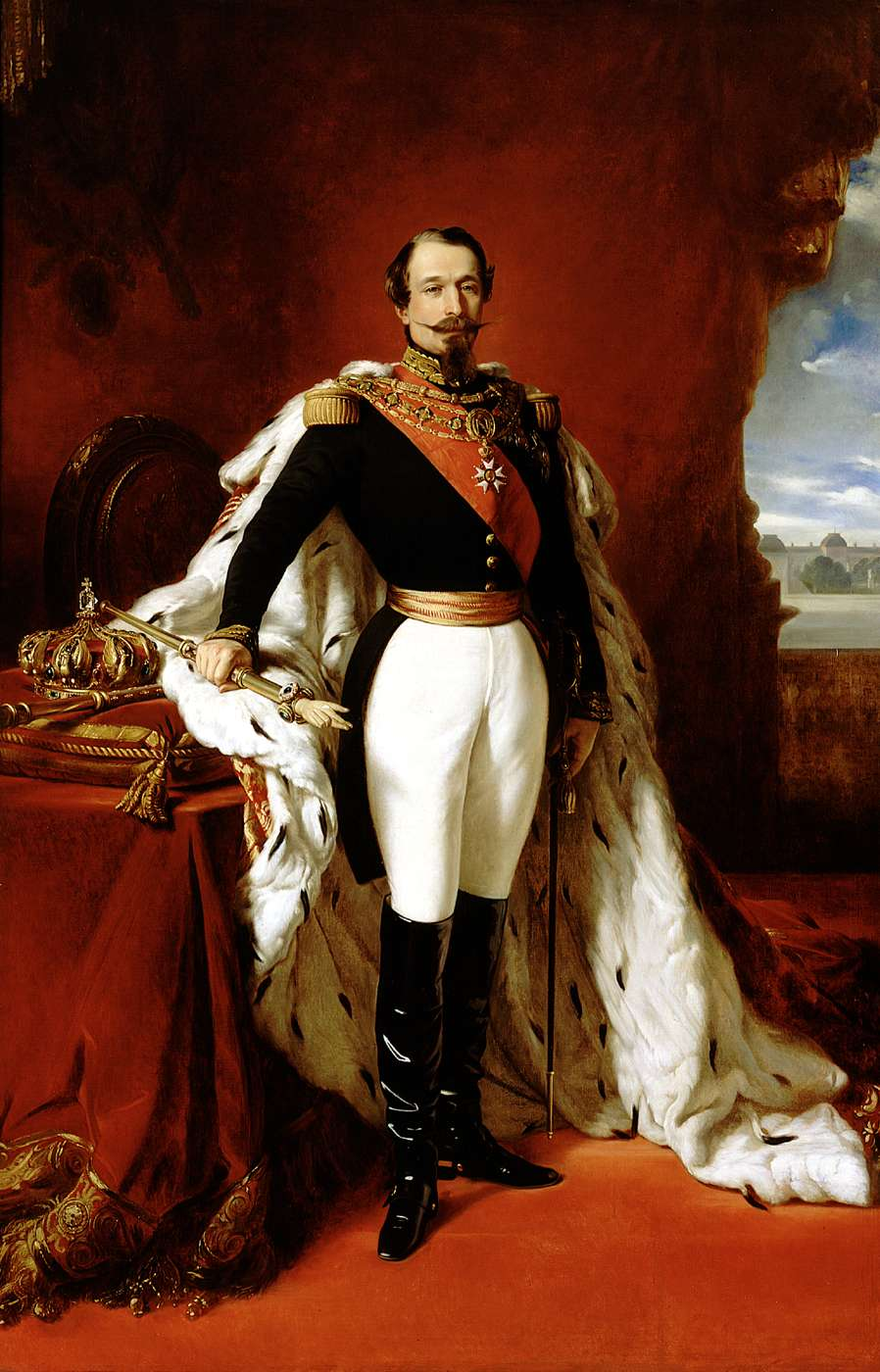
Lluís Napoleó Bonaparte, Napoleó III.

Lluís Napoleó Bonaparte, fill de Lluís Bonaparte i, per tant, nebot de Napoleó, es presenta a les primeres eleccions amb sufragi universal masculí que se celebraren a França el 1848. Obtingué una aclaparadora victòria, i es convertí en el primer president de la Segona República Francesa gràcies al suport de la població catòlica camperola.
Durant els tres anys que va durar el seu mandat va tramitar lleis com la llibertat d'ensenyament –la qual cosa no va deixar satisfets als catòlics extremistes perquè donava el monopoli d'atorgar títols a la universitat estatal–, la llei electoral –que no violava el sufragi universal però perjudicava als obrers, ja que per votar en un municipi s'hi havia d'haver-hi residit durant tres anys– o la llei de premsa, que imposava límits a la llibertat d'expressió.
Els problemes arribaren al final del seu mandat, ja que no podia ser reelegit. Així, el 2 de desembre de 1851 donà un auto-cop d'estat, amb el suport de la població francesa, i instituí el Segon Imperi Francès. Va trobar molt poca resistència entre els diputats; l'únic focus de resistència aparegué a París i els seus voltants, però no va ser gran cosa.

## El Segon Imperi Francès
Napoleó III es va proclamar emperador el 2 de desembre de 1852 després de la celebració d'un plebiscit en el que es va demanar al poble que donés el seu suport. A partir d'aquí hi va haver una gran repressió sobre els grups opositors. Igual com va succeir amb el Primer Imperi, aquest va ser impulsat i recolzat per una bona part de l'opinió pública. Per mantenir-lo calia imposar una autoritat més forta, pel qual ràpidament Napoleó III convertí el seu govern en un règim autoritari amb el suport de l'exèrcit, que havia perdut bona part de les seves idees liberals i volia títols i compensacions, entre altres coses. També el recolzà la burgesia, que valorava més el nou ordre social establert així com la prosperitat econòmica de la conjuntura internacional. L'església fou el tercer bloc de suport, que així veia afavorida una nova aliança reflectida en el pressupost destinat al clergat i a les escoles religioses.

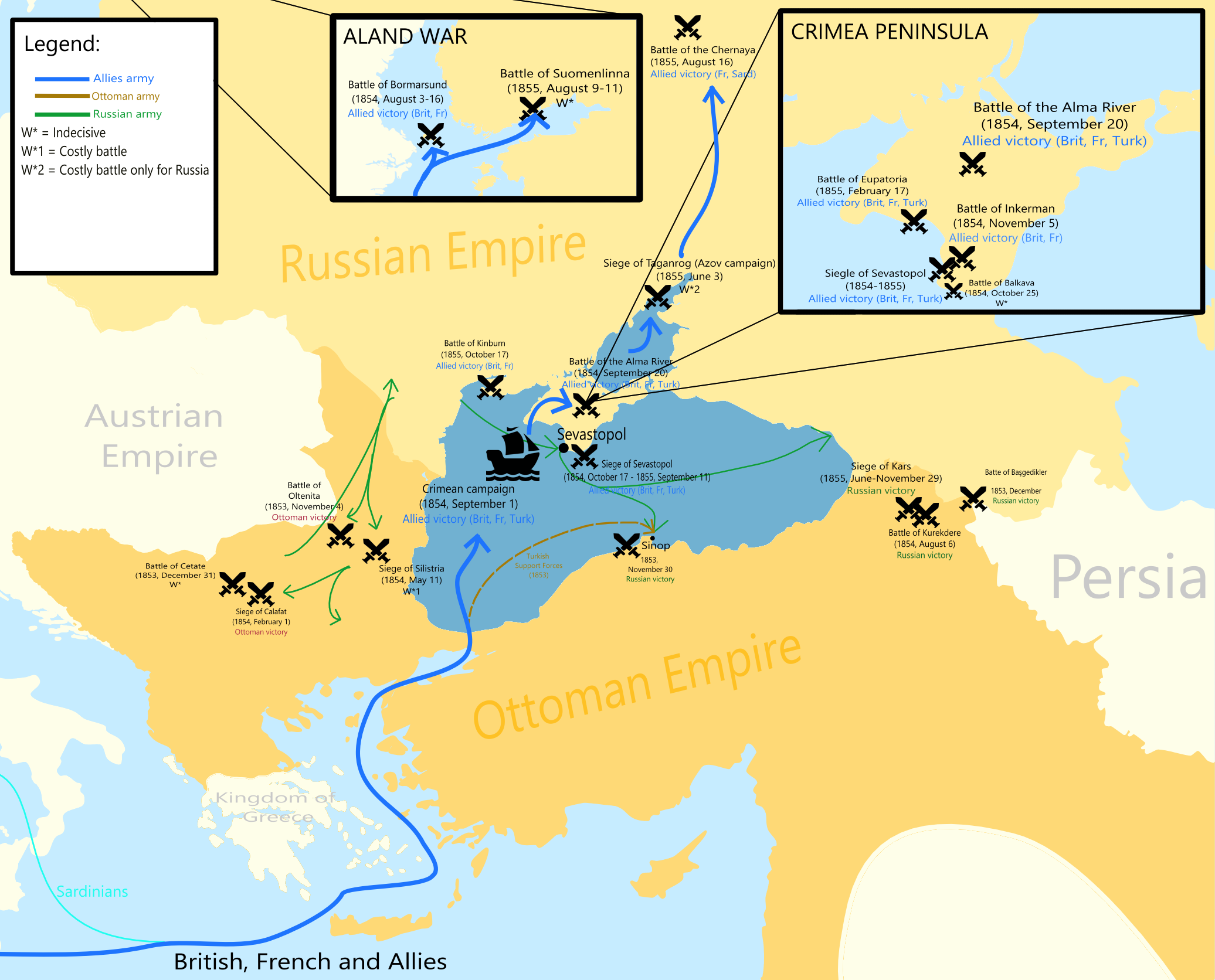
Les batalles de la Guerra de Crimea

L'ambició de Napoleó III de restaurar la grandiositat de França va iniciar la cadena d'esdeveniments que van fer que França i Gran Bretanya declaressin la guerra a Rússia. Va afirmar l'"autoritat sobirana" de França sobre la població cristiana de Palestina en detriment de Rússia, patrocinador de l'ortodòxia oriental i va nomenar al marquès de La Valette com ambaixador a l'Imperi Otomà. Rússia va discutir aquest intent de canvi d'autoritat atenent als tractats anteriors, els otomans van renunciar al tractat francès i van declarar que Rússia era la protectora dels cristians ortodoxos a l'Imperi Otomà. Napoleó III hi va respondre amb una demostració de força enviant el vaixell de la línia Carlemany al mar Negre, fet que violava la Convenció dels Estrets de Londres però que va induir Abdülmecit a acceptar un nou tractat que confirmés França i l'autoritat suprema de l'Església catòlica sobre els llocs sants catòlics, inclosa l'Església de la Nativitat, que havia estat en mans de l'Església Ortodoxa Grega. La guerra va esclatar quan Nicolau I, tsar de Rússia, va decidir d'atacar els territoris de l'imperi turc a fi d'expandir-se, amb l'excusa que tenia dret jurisdiccional sobre els cristians ortodoxos que aleshores vivien sota domini de l'Imperi Otomà, i la resposta de Napoleó a la demanda de Rússia va dur a una victoriosa participació de França a la Guerra de Crimea entre març 1854 i març de 1856.

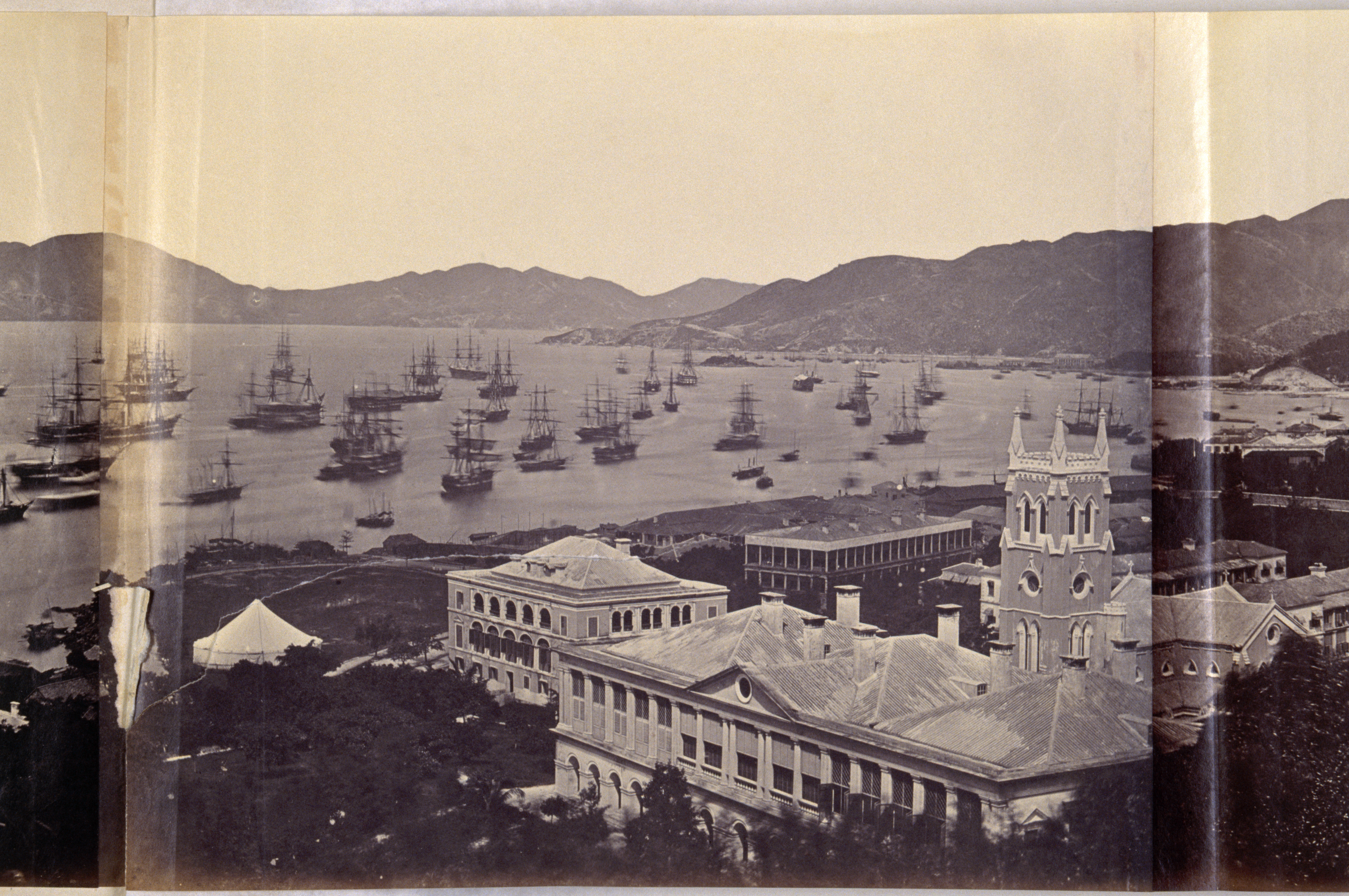
La flota anglofrancesa es va reunir a la badia de Hong Kong el març de 1860, abans del seu assalt a Pequín

Les potències occidentals van exigir establir nous ports d'escala a la Xina i expandir mercats ultramarins conduint a la Segona Guerra de l'Opi en 1856. En la primera fase de la guerra, l'exèrcit anglo-francès va envair Guangzhou i els Forts de Taku, i va derrotar l'exèrcit xinès i la dinastia Qing va demanar la pau signant el tractat de Tianjin el 1858, que l'emperador Tongzhi es va negar a ratificar, reiniciant la guerra, i el 1859 l'exèrcit anglo-francès va envair els Forts de Taku, Tientsin i Pequín, i va cremar el Palau d'Estiu de Pequín i el conflicte es va tancar en 1860 quan l'emperador Tongzhi va ratificar el tractat de Tianjin amb la Convenció de Pequín en la què es van obrir més ports xinesos als estrangers, va permetre la presència de delegacions diplomàtiques a la capital xinesa, l'activitat dels missioners cristians, i la legalització de la importació d'opi.

Mapa que mostra l'evolució territorial de la Indoxina Francesa; la regió del sud marcada "1862–67" va ser cedida pel Tractat de Saigon (1862).

El 10 de juliol de 1857 alguns catòlics i missioners espanyols van ser assassinats a l'Imperi d'Annam, entre ells el bisbe de Platea, José María Díaz Sanjurjo. En virtut dels tractats de la Quàdruple Aliança, França i Espanya van acordar l'enviament d'una expedició marítima de càstig a la zona que va arribar el 31 d'agost de 1858. Sense poder capturar la capital Huế, la flota combinada es va dirigir a Saigon, ciutat què varen assaltar el 17 de febrer de 1859 quedant assetjada pels annamites fins a l'arribada de reforços francesos. El 23 de març de 1862 es donava per conclòs el conflicte després i l'emperador Tu Duc va signar la pau pels tractats de Saigon el juny cedint la ciutat de Saigon, l'arxipèlag de Côn Đảo i les províncies de Biên Hòa, Gia Dinh, i Dinh Tuong, que van conformar a la colònia de Cotxinxina. Norodom I va signar un protectorat francès sobre Cambodja el 1863. El juny de 1867, França va ocupar tot el sud del Vietnam.
El Segon Imperi Francès de Napoleó III buscà una nova terra, lliure de qualsevol ocupació europea, per fundar una colònia penal i reforçar la seva presència al Pacífic, encara feble contra els holandesos i sobretot els britànics, mentre que aquests últims es plantegen annexionar-se Nova Caledònia. Nova Caledònia va ser finalment proclamada colònia francesa a Balade el 24 de setembre de 1853 pel contraalmirall Auguste Febvrier Despointes.

Invasió i annexió francesa de Niça i de Savoia en 1860, durant la Unificació d'Itàlia. Napoleó III impedirà a Còrsega unir-se a Itàlia.

L'estiu del 1858, Cavour es va reunir amb Napoleó III a Plombières, i pels Acords de Plombières van acordar emprendre una guerra comuna contra Àustria. Segons el tractat de Torí, el Piemont s'annexionaria la Llombardia, el Vènet, Mòdena i Parma, i França rebria Niça i Savoia. La segona guerra de la independència italiana de 1859 va enfrontar al Segon Imperi Francès i el Regne de Sardenya-Piemont amb l'Imperi Austríac, i es va tancar amb el Tractat de Zuric el novembre, pel qual els Habsburg van cedir la Llombardia a França, la qual la va cedir a la casa de Savoia. Àustria conservà el Vèneto, el Trentino, el Tirol del Sud, el Friül - Venècia Júlia i les fortaleses de Mantova i Peschiera. Tots els estats italians, fins i tot el Vèneto, que era austríac, hagueren d'unir-se a una confederació italiana, presidida pel Papa.
Durant el Segon Imperi es produí un fort desenvolupament dels mitjans de transport, així com una bonança econòmica. S'incrementa la xarxa bancària i es firma un tractat lliurecanvista amb Anglaterra el 1860 que fomenta el comerç internacional.

## Deteriorament i davallada
La davallada començà cap al 1860 per mesures de política interna, ja que encara que tenien el suport dels republicans i els obrers, xocaven amb els catòlics i la burgesia financera; a més, la política exterior va tenir una sèrie de fracassos importants.
També es considera que el declivi de l'imperi s'inicià amb l'expedició a Mèxic que intentava establir un protectorat de tipus colonial, ja que allà l'imperi va sofrir la seva primera derrota militar des de la batalla de Waterloo; va ser el 5 de maig de 1862, a la batalla de Puebla davant les tropes mexicanes, per la qual França patiria l'escarni a Europa. Els francesos es van veure obligats a abandonar la prova després de la fi de la Guerra Civil Americana, quan el president dels Estats Units, Andrew Johnson, va invocar la Doctrina Monroe i la intervenció francesa va culminar amb l'execució de Maximilià el 1867.
La disputa entre França i Prússia per la candidatura de la dinastia dels Hohenzollern al tron espanyol, del que havia abdicat Isabel II d'Espanya va pujar de to durant el regnat de Napoleó III, i França temia Prússia perquè en haver guanyat la guerra dels Ducats i la guerra austroprussiana havia guanyat molt territori i s'estava convertint en un rival massa fort pels seus interessos, en guanyar mercat amb la unificació i practicant mesures com el Zollverein (1834), l'abolició de duanes entre els estats alemanys. L'oportunitat que el canceller Otto von Bismarck esperava la va proporcionar finalment França, que, recelosa davant la influència que anava adquirint Prússia i amb motiu de la possible candidatura del prussià Leopold de Hohenzollern-Sigmaringen al tron d'Espanya que havia quedat vacant arrel de la Revolució de 1868, va declarar-li la guerra. Aquesta guerra va provocar allò que Bismarck desitjava: la unió de tots els alemanys contra l'amenaça francesa. Napoleó III va ser derrotat totalment per falta d'un exèrcit preparat així com d'aliats i les contradiccions de la política contrària de les unificacions i en contra d'Europa. Quan va arribar la notícia a París de la rendició de Napoleó a la batalla de Sedan, el Segon Imperi Francès va ser enderrocat per una revolta popular a París, que va obligar a proclamar un govern provisional i una Tercera República Francesa pel general Louis-Jules Trochu, Jules Favre i Léon Gambetta el 4 de setembre amb un nou govern que es va anomenar Govern de Defensa Nacional.
Casat amb Eugènia de Montijo, comtessa de Teba, una noble espanyola d'ascendència escocesa i espanyola, Napoleó III va tenir un fill, Eugène Bonaparte (1856-1879), que a la seva mort es va convertir en cap de la família i va ser anomenat pels seus partidaris Napoleó IV.